# شرکت نفت عراق
شرکت نفت عراق (انگلیسی: Iraq Petroleum Company) شرکت نفت بریتانیایی بود، که در سال ۱۹۲۹ توسط شرکت نفت ایران و انگلیس، رویال داچ شل، توتال و گالوست گلبنکیان تأسیس شد و در سال ۱۹۷۲ منحل گردید.